# 索形奇异螺
索形奇异螺（学名：Mirus funiculus）为艾纳螺科奇异螺属的动物，是中国的特有物种。

## 分佈
分布于江苏、湖北、湖南等地，生活环境为陆地，常见于山区、丘陵、农田、寺庙、住宅附近潮湿多腐殖质的灌木草丛中、石块、腐木、落叶下、石缝中以及树洞里。

## 外部連結
- 維基物種上的相關：索形奇异螺